# Naoki Eiga
Pour les articles homonymes, voir Eiga.
Naoki Eiga est un kendoka qui fut champion du monde de Kendo en 2000, en remportant également le titre de All Japan Kendo Champion (AJKC). Ses progrès en championnat ont donné lieu au documentaire japonais A Single Blow diffusé en 2003 par la chaîne NHK.

## Biographie
Naoki Eiga a commencé le kendo sous l'influence de son frère Hideyuki. Ils ont tous deux évolué vers un haut niveau en kendo. Son épouse Naomi pratique également le kendo. Ils furent camarades (elle plus jeune) du même dojo de kendo.
En 1999, il est battu en quart de finale par Masahiro Miyazaki avant de le battre à son tour en finale l'année suivante. Eiga a rejoint les forces de police de Hokkaidō, et a intégré le dojo de kendo de la police de cette région. Depuis 1997, il fait aussi partie de l'équipe japonaise nationale de kendo. Mais son rôle se résumant à celui d'un simple remplaçant, il ne fut autorisé qu'à participer aux tours préliminaires du WKC en 1997.
Il souhaite alors gagner le respect de ses coéquipiers et des entraîneurs de l'équipe, et décide de se concentrer sur le tournoi All Japan Kendo Champion. À cette époque, ce tournoi est alors dominé depuis des années par Masahiro Miyazaki, l'un des plus grands kendokas contemporains. Eiga l'affronte en quart de finale du tournoi en 1999, mais sans succès.
Après sa défaite, Eiga participe à nouveau au tournoi en 2000, et y affronte à nouveau Miyazaki en finale. Cette fois, il gagne par une frappe de kote juste avant la fin du temps réglementaire du match. En remportant le titre de All Japan Kendo Champion de l'an 2000, Eiga met fin au règne de Miyazaki sur le kendo mondial. Il dédicace ce succès à son entraîneur, Kazuo Furukawa.
Grâce à ce succès au AJKC en novembre 2000, Eiga a été choisi pour être capitaine de l'équipe japonaise au tournoi World Kendo Championship qui a eu lieu en 2003 à Glasgow.